# El Jardí de Sant Gervasi i Sarrià
El Jardí de Sant Gervasi i Sarrià és una publicació mensual de distribució gratuïta, centrada en el districte de Sarrià - Sant Gervasi de Barcelona. Hi pot col·laborar tothom enviant els seus articles, i compta amb l'opció de subscripció mensual de 50 €, amb la qual hom pot participar en les assemblees.

## Història
Entre 2011 i 2013, Jesús Mestre Campi estava treballant en els llibres L’Abans de Sarrià i de Sant Gervasi, dos volums que recollien documentació gràfica entre 1875 i 1975. En parlà amb el rector de la Bonanova Salvador Albuixech, també president de Barnavasi i vicepresident del Consell de Barri, i amb altres agents socials com Lluís Arboix, president de l’Associació de Veïns de Sant Gervasi de Cassoles, Bartolomé Criado, president de l’Associació de Comerciants i Veïns del Turó Parc, la Junta de l’Associació de Veïns del Farró, on hi havia Pep Arisa, Alícia Cercós i Ester Rodríguez, amb Fran Ribera, de l’Associació de Veïns i Amics del Putxet, o amb en Jordi Llorach, entre molts altres. Llavors els compartí la voluntat de crear el projecte d'una revista de barri, gratuïta i amb suport del comerç local que es diria Sant Gervasi Informació, publicada mensualment per Barnavasi entre 1988 i 2003. L'any 2014, Jesús Mestre i Martí Rodríguez, que treballaven a la revista La Fada de Sarrià, constituïren El Jardí de Sant Gervasi SL, que acabaria amb el nom d'El Jardí «com a record de l’antiga identitat d’una vila que va créixer com una ciutat-jardí entre turons al peu de Collserola». El primer número va sortir el novembre del 2014.

## Redacció[calcitació]

### Director
- Jesús Mestre (2014-2018)

### Col·laboradors
- Jesús Mestre (coordinador general)[2]
- Carme Rocamora (cap de redacció)
- Sergi Alemany, Elena Bulet, Juanjo Compairé, Maria Antònia Font, Eduardo Sant, Marta Trius i Roser Díaz (redacció)
- Maria Antònia Font (correccions)
- Gràcia Farràs (disseny de maqueta i maquetació)
- Josep Maria Farràs i Enric Móra (comercials)